# Narodni park Tsingy de Bemaraha
Narodni park Tsingy de Bemaraha je narodni park na severozahodu Madagaskarja. Večinoma je znotraj meja okrožja Antsalova, majhen del na severovzhodu pa spada v okrožje Morafenobe. Narodni park se osredotoča na dve geološki formaciji: Veliki Tsingy in Mali Tsingy. Skupaj s sosednjim strogim naravnim rezervatom Tsingy de Bemaraha je narodni park na seznamu Unescove svetovne dediščine.
Prečka ga reka Manambolo.

## Pokrajina
Območje je kraška pokrajina z osupljivimi apnenčastimi formacijami, Tsingy (malgaško). To so tesno nameščene apnenčaste iglice, visoke do 130 m, ki tvorijo nekakšen kamnit gozd. Na jugu 723 km² velik rezervat meji na kanjon reke Manambolo, na vzhodu na pečine, visoke do 400 m. Med Tsingyji je tudi jamski sistem s podzemnimi jezeri in rekami.
V več regijah na zahodnem Madagaskarju, ki so del parka in sosednjega naravnega rezervata, je superpozicija vzorcev navpične in vodoravne erozije ustvarila dramatične 'gozdove' apnenčastih iglic.
Beseda tsingy je avtohtona v malgaškem jeziku kot opis kraške pokrajine oz. 'kraj, kjer ni mogoče hoditi bos'.
Na planoti se izmenjujejo gozdovi in odprte površine. Letna količina padavin okoli 1000 mm pomeni, da so soteske ob vznožju Tsingysa izjemno vlažne, medtem ko na kraških območjih prevladujejo savanske razmere. V globljih predelih so jezera in mangrove.

## Rastlinstvo in živalstvo
Nenavadna geomorfologija območja svetovne dediščine Tsingy de Bemaraha, ki zajema tako narodni park kot sosednji strogi naravni rezervat, pomeni, da je območje dom izjemno velikemu številu endemičnih vrst rastlin in živali, ki jih najdemo le znotraj izjemno majhnih niš znotraj tsingyjev. Na primer, vrh, pobočje in osnova tsingyjevih apnenčastih igel tvorijo različne ekosisteme z različnimi vrstami, ki se držijo njihovih izjemno strmih pobočij.
86 % od 650 rastlinskih vrst, za katere je opisano, da se pojavljajo v parku, je endemičnih. Malgaški suhi gozd je ekološka posebnost. Raznolikost habitatov vodi v veliko bogastvo živalskih vrst, med drugim
- plenilci, kot sta fosa (Cryptoprocta ferox) in obročasti mungos ali obročasta vontsira (Galidia elegans)
- 13 vrst lemurjev (sifaka, rdeči lemur (Eulemur rufus), vzhodni manjši bambusov lemur (Hapalemur griseus), Madagaskarski dolgoprstež ali aye-aye (nepotrjeno opažanje v bližini Bekopake), sivi mišji lemur (Microcebus murinus)),
- 94 vrst ptic (npr. Madagaskarski ribji orel (Haliaeetus vociferoides)),
- 15 vrst netopirjev,
- 22 vrst dvoživk in
- 66 vrst plazilcev (npr. Madagaskarska velikoglava želva (Erymnochelys madagascariensis), listnati gekoni (Uroplatus) in kameleoni (Brookesiinae)).